# Miss Athléta

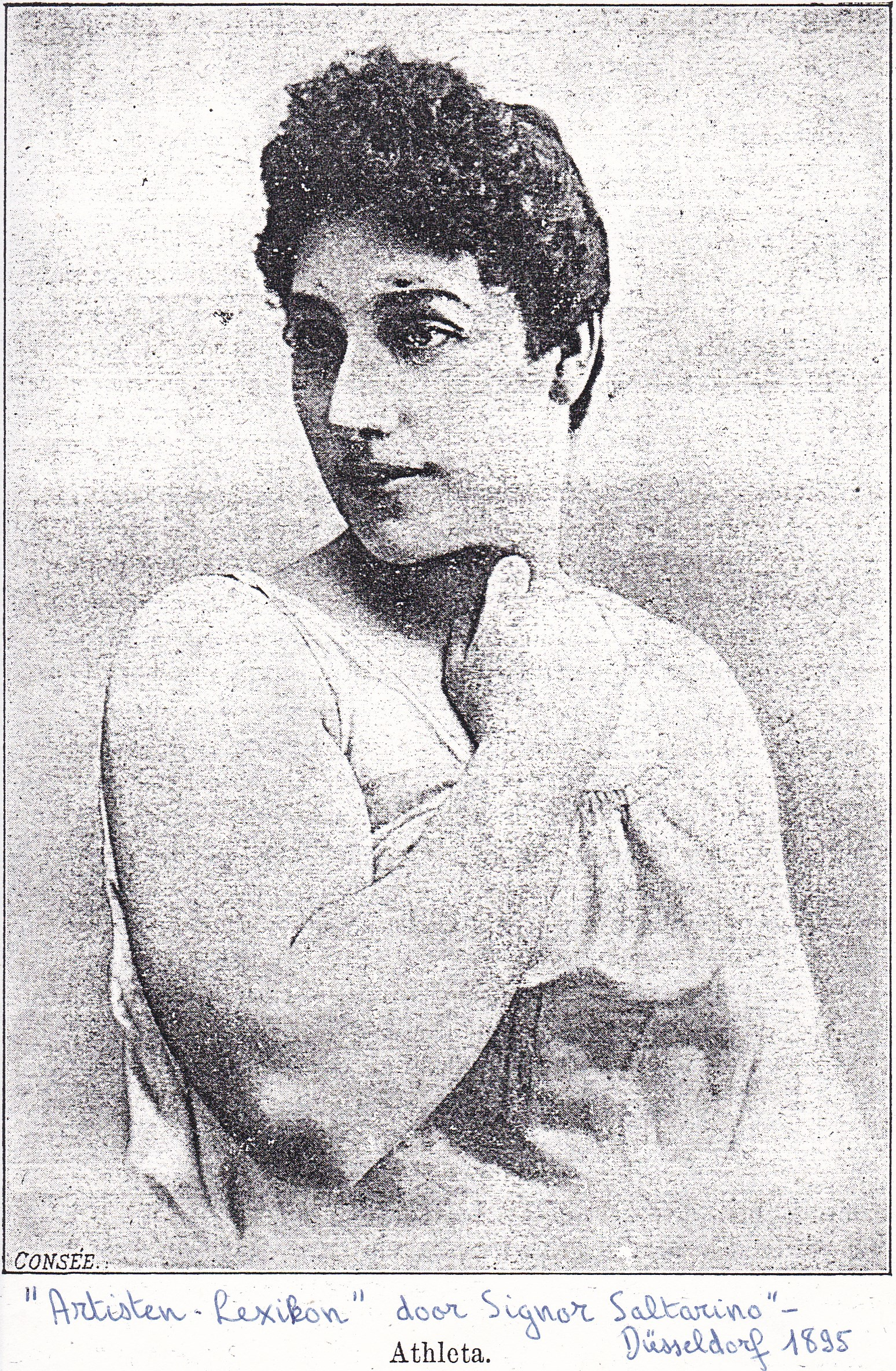
Miss Athléta (1895)

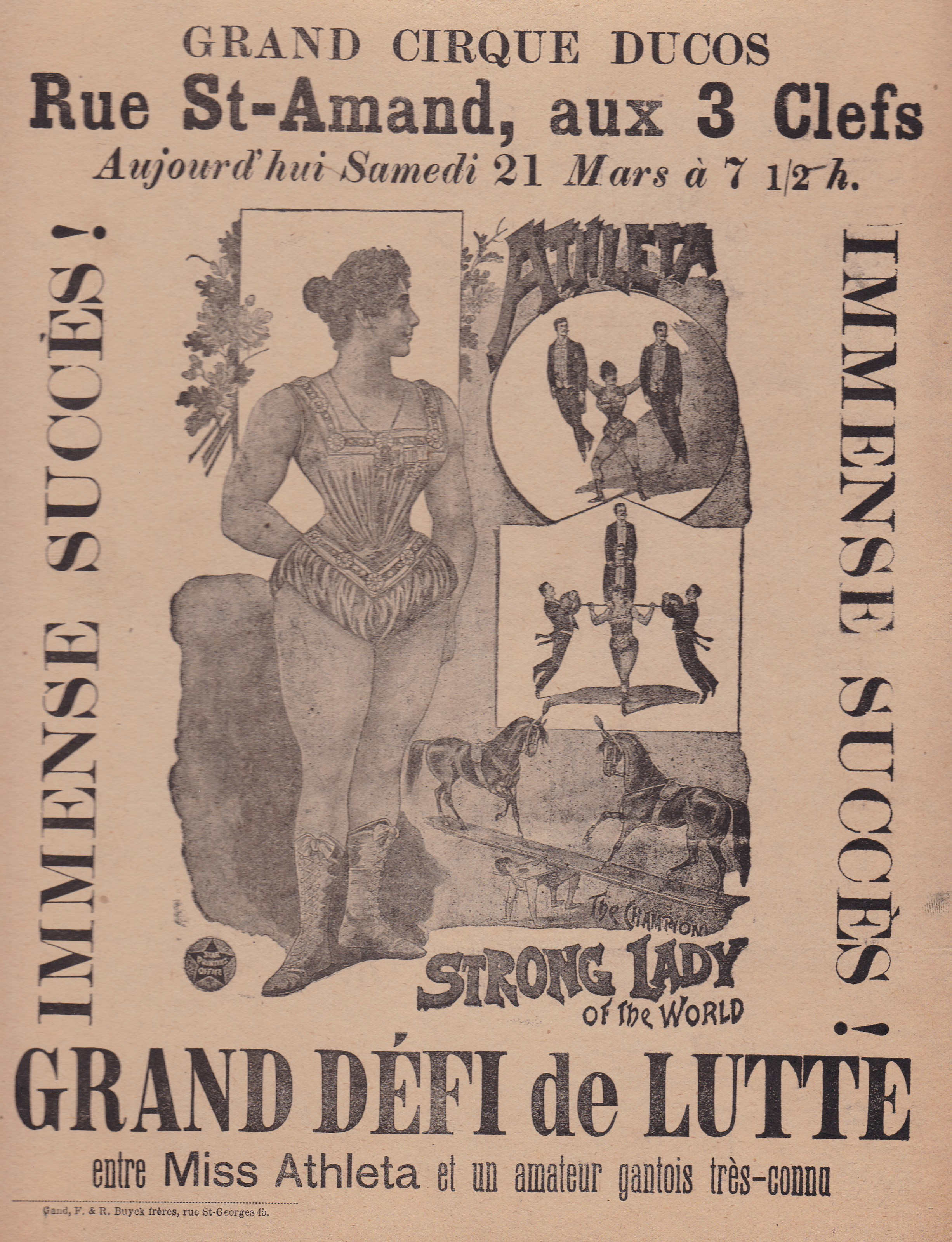
Abbildung berühmter Nummern auf einem Werbeplakat von 1896

Athleta (auch Miss Athléta/Madame Athleta) alias Maria von Huffel (geb. Maria Zacharitz) (* 1867 in Antwerpen; † 1927 in Brüssel) war eine belgische Kraftathletin.

## Frühe Jahre
Athleta wurde in eine Artistenfamilie geboren und tritt auch selbst schon früh diesen Weg an. Ersten Auftritten als Kontorsionistin mit ihrer Schwester folgte die Ausbildung zur Kraftathletin. Als Kraftfrau gibt sie ihr Debüt 1891 in Brüssel. Sie erlangt schnell Berühmtheit und erhält Engagements in diversen europäischen Ländern und Nordamerika.

## Leistungen
Berühmt wurde Athleta für das Tragen von vier Männern auf ihren Schultern, das Jonglieren mit 20 kg schweren Eisenkugeln, das Hochstemmen von zwei Männern mit nur einem Arm oder die Pferdeschaukel, bei welcher Athleta zwei Pferde auf einem Brett auf ihrem Rücken trug. Die auf verschiedene Sprachen als stärkste Frau der Welt beworbene Athleta verdiente pro Woche ca. 3000 belgische Francs oder mehr, was in der damaligen Zeit eine beträchtliche Summe war.

## Männliche Konkurrenz
In der Kraftakrobatik gegen Ende des 19. Jahrhunderts werden auch die ersten Anfänge des Bodybuildings verortet. Gerade zu dieser Zeit war diese Disziplin auch erfolgreich, weil sie ohne die Hilfe von technischen Hilfsmittel arbeitete, oder dies zumindest behauptete. Angesichts neuer technischer Errungenschaften wie das Auto war die Zurschaustellung ursprünglicher menschlicher Kraft attraktiv. Körperliche Kraft galt per se eine männliche Domäne. Dass auch Frauen sich in diesem Terrain etablierten, führte mitunter zu öffentlich ausgetragenen Konkurrenzkämpfen und Debatten. Athleta benutzte die Geschlechterfrage offen für Werbezwecke. Sie bezeichnete sich selbst als den "Ruin sämmtlicher Athleten". Dies provozierte den damals ebenfalls berühmten Kraftathleten Bernhard Leitner, welcher in einer Antwort auf das Inserat folgende Zeilen abdrucken ließ:
Nun werde ich Fräul. Athleta sagen, warum sie "der Ruin sämmtlicher Athleten" nicht sein Kann: Ein Athlet, ein Herkules, ist von jeher, soweit die Cultur zurückreicht, das Ideal männlicher Schönheit und Vollkommenheit gewesen und so lange es noch einen Schönheitssinn gibt, wird es auch so bleiben. […] Wird [aber] jemals eine Athletin, deren männliche Schultern breiter sind als die Hüfte, als Vorbild weiblicher Schönheit gelten? Niemals! Das schöne wird bestehen und niemals durch das Unnatürliche seinen Ruin finden! […] Die weiblichen Kraftleistungen sind nur eine Parodie der Athletik, niemals aber eine Concurrenz für Athleten, denn ein Athlet würde verhöhnt werden, wenn er gegen ein Weib in Concurrenz treten wollte. (Bernhard Leitner in der Varieté-Fachzeitschrift: Der Artist, Nr. 515, 23.12.1894) 
Der mediale Schlagabtausch setzte sich noch über mehrere Inserate in der Fachzeitschrift fort. Athleta integrierte die Anschuldigungen Leitners in ihre Repliken und provozierte weiter: Auch Leitner war berühmt für die Pferdeschaukel. Athleta prangerte öffentlich an, dass der Athlet Leitner jedoch Hilfsmittel benötigte für seine Schaukel, sie hingegen trage die Schaukel ohne jegliche Absicherung und Gestell nur mit ihrer Kraft. Sie stellte auch mehrfach ein Preisgeld in Aussicht, falls ein männlicher Artist es schaffen würde, ihre Kraftakte zu reproduzieren. Die Herausforderungen blieben unbeantwortet.

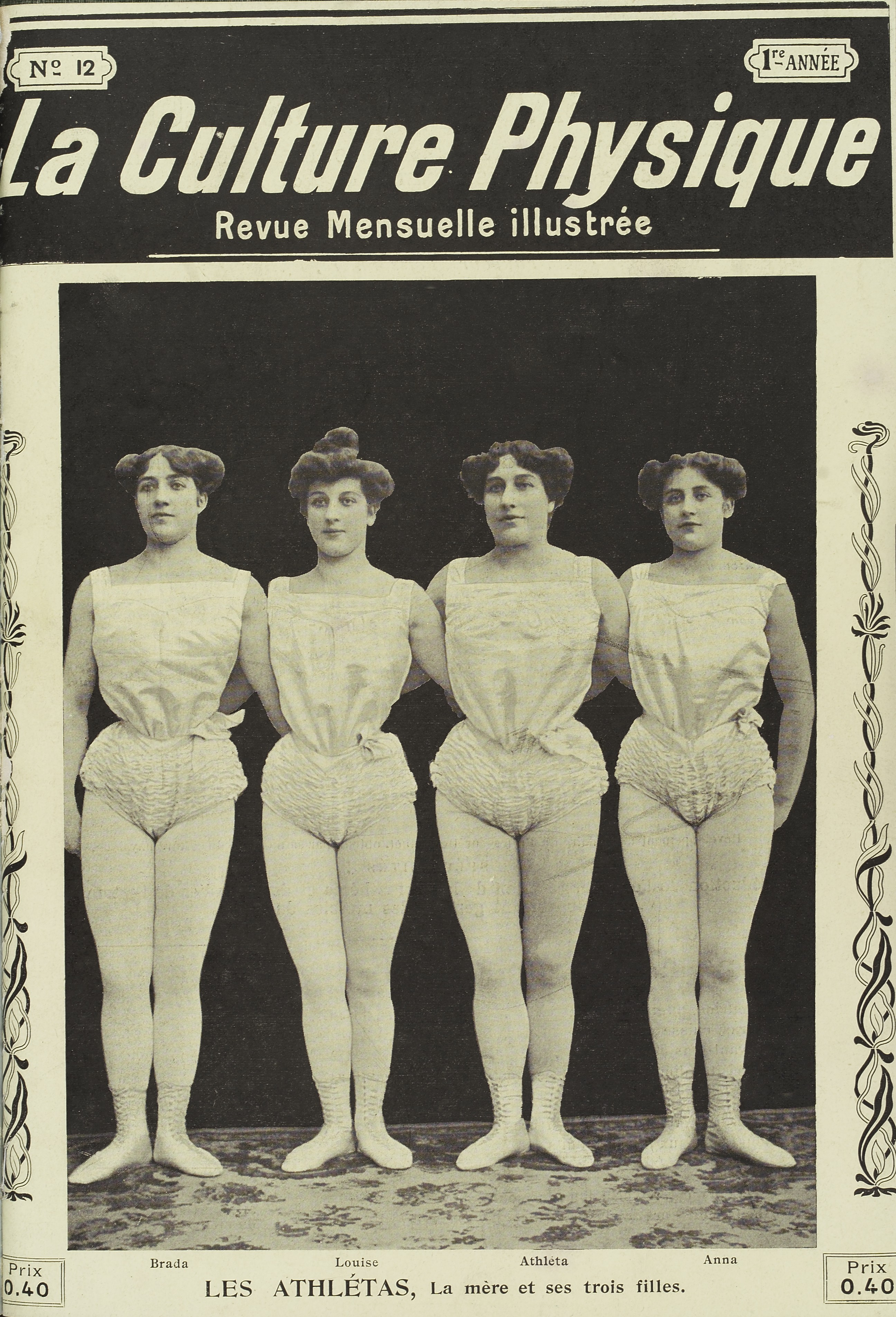
Die "4 Athletas" auf der Frontseite des Magazins "'La Culture Physique'" im Februar 1905

An dieser öffentlich ausgetragenen Diskussion wird sichtbar, in welcher Position sich Frauen im Zirkus oft wiederfanden: zwischen Faszination und Provokation. Einerseits wurden sie bewundert für ihre Leistungen und andererseits sofort kritisiert, wenn sie zu viele Normen der geltenden Geschlechterkonvention brachen und die zeitgenössische Vorstellung von Männlichkeit herausforderten.

## Familie
Athleta trat auch gemeinsam mit ihren drei Töchtern Brada, Louise und Anna von Huffel als "4 Athletas" auf. Anna wurde später Schauspielerin und unter dem Namen Ann Codee in Hollywood berühmt.